# 中川圭一 (政治家)
中川 圭一（なかがわ けいいち、1942年〈昭和17年〉10月22日 - ）は、日本の政治家、元京都府南丹市長（1期）。政治団体・南丹を良くする会の会長。

## 来歴
京都府出身。園部町立園部中学校卒。建築工事会社 中川興産の元社長。園部町議会議員を6期務め、議長を2度務めた。2006年（平成18年）合併により南丹市が発足。中川泰宏衆院議員の支持を受けて合併後初の市長選挙に立候補し、野中広務元自民党幹事長の支援を受けた元園部町収入役の佐々木稔納（のち南丹市長）らを破って当選する。選挙後、買収の公職選挙法違反で逮捕され、当選から1ヶ月で市長を辞職した。2020年（令和2年）10月19日（届日）に政治団体・南丹を良くする会を組織し、南丹市長（現職）西村良平を支持する。2021年（令和3年）、桐ノ庄郷振興会を設立させて自ら会長職に就いた。写真愛好家で、園部町の写真サークル撮朗会に所属。